# Philodromus distans
Philodromus distans este o specie de păianjeni din genul Philodromus, familia Philodromidae, descrisă de Charles Denton Dondale și Redner, 1968. Conform Catalogue of Life specia Philodromus distans nu are subspecii cunoscute.